# Sectorul al XIII-lea din Budapesta
Sectorul al XIII-lea din Budapesta se află pe partea stângă a Dunării, în Pest.

## Orașe înfrățite
- Floridsdorf, Viena, Austria
- Osijek, Croația
- Ochota, Varșovia, Polonia
- Sovata, România
- Košice sector IV, Slovacia

| Sectoarele Budapestei |
| --- |
| I \| II \| III \| IV \| V \| VI \| VII \| VIII \| IX \| X \| XI \| XII \| XIII \| XIV \| XV \| XVI \| XVII \| XVIII \| XIX \| XX \| XXI \| XXII \| XXIII |

1. ↑  Magyarország helységnévtára, accesat în 13 noiembrie 2023